# 勒讷 (北莱茵-威斯特法伦)
勒讷是德国北莱茵-威斯特法伦州的一个市镇。总面积59.51平方公里，总人口40080人，其中男性19561人，女性20519人（2011年12月31日），人口密度674人/平方公里。